# Bihari Sándor (költő)
Bihari Sándor (Kisgyőr, 1932. augusztus 17. – Budapest, IX. kerület, 2011. január 27.) magyar költő.

## Életpályája
Szülei: Bihari János és Lengyel Margit voltak. 1951-1955 között a Kossuth Lajos Tudományegyetem Bölcsészettudományi Karának magyar irodalom szakán tanult. 1955-1956 között Miskolcon a Tudományos Ismeretterjesztő Társulat irodalmi és művészeti szaktitkára volt. 1956-ban elítélték, majd 1958-1959 között internálták. 1959-1963 között a miskolci Városi Könyvtárban dolgozott könyvtárosként. 1963-1974 között a Magyar Televízió szerkesztője volt. 1974-1990 között az Új Írás versrovatvezetője volt. 2000-től a Széchenyi Irodalmi és Művészeti Akadémia tagja volt.
Portréfilmeket készített többek közt Nagy Lászlóról, Juhász Ferencről és Déry Tiborról.

## Magánélete
1968-ban házasságot kötött Bazsó Erzsébettel. Egy fiuk született: Márton (1973), első házasságából (Demeter Margit) Tamás (1959)

## Művei
- Emelt fővel (versek, 1953)
- Vándor, neonfényben (versek, 1963)
- Utóhang a megpróbáltatáshoz (versek, 1965)
- Kaptárkövek (versek, 1967)
- Minden nap élni (versek, 1970)
- Lélegzet (versek, 1977)
- Rajzok a levegőre (versek, 1980)
- Teremtődünk (versek, 1984)
- Summa (válogatott és új versek, 1998)
- Minden dolgok közt (versek, 1992)
- Borjúláncon (emlékezés, 1996)
- Hegyek hullámverése (1999)
- Kettesben az idővel (2001)
- Égrenyíló (2003)
- Egymást diktáló versek Mondják az életem; Orpheusz, Bp., 2004

## Díjai, kitüntetései
- József Attila-díj (1966)

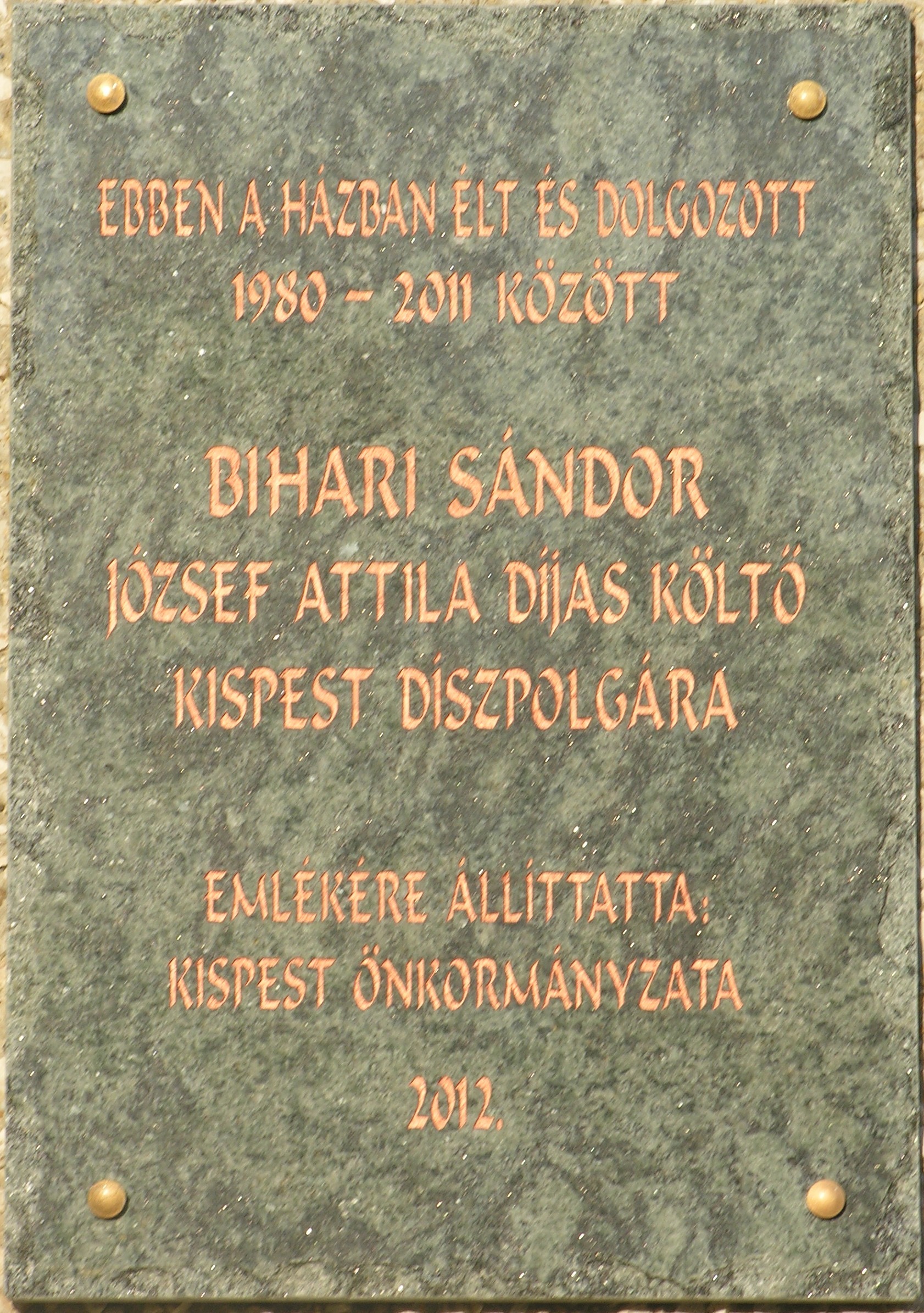
Bihari Sándor emléktáblája egykori lakhelyén, a XIX. kerületi Ady Endre út 54. szám alatt

- Salvatore Quasimodo-emlékdíj (1994)
- Szabó Lőrinc irodalmi díj (1995)
- Tekintet-díj (1996)
- A Magyar Köztársasági Érdemrend tisztikeresztje (2002)
- Kispest díszpolgára (2007)[2][3]